# Bentheim-Lingen
Bentheim-Lingen fu una Contea sviluppatasi attorno alla città di Lingen in Germania. Bentheim-Lingen si distinse dalla divisione del Bentheim-Tecklenburg nel 1450, e venne assorbita dalla Spagna nel 1555. Il secolo successivo, essa passò dalla spagna ai Nassau-Orange, prima di essere annessa alla Prussia nel 1702.

## Conti di Bentheim-Lingen (1450 - 1555)
- Ottone (1450 - 1508) con
  - Nicola III (Conte di Bentheim-Tecklenburg) (1493 - 1508)
- Nicola IV (1508 - 1541)
- Corrado (Conte di Bentheim-Tecklenburg) (1541 - 1547)
- Massimiliano (1547 - 1548)
- Anna (1548 - 1555)